# Lucas Sainz
Lucas Sainz Amorós (Madrid, 1944) es un guitarrista, ingeniero de caminos y expiloto de rally español. Como músico fue guitarrista del grupo Los Pekenikes y como piloto participó en el Campeonato de España de Rally, logrando el título en 1971.

## Biografía
Lucas Sainz fue fundador del grupo musical de los Pekenikes como guitarrista desde 1958 a 1969 junto a su hermano Alfonso.Terminó sus estudios de Ingeniero de Caminos con 23 años siendo el más joven de su promoción. Abandonó la formación en 1969 por falta de tiempo y posteriormente entró en el grupo Taranto's de manera efímera ya que luego se marchó a Londres a estudiar inglés y ampliar sus estudios. Regresa a España en 1971, año en que se proclama campeón de España de Rallys. Como piloto empezó a correr a finales de los años 60 con un SEAT 600 y más tarde entra en la Escudería Renault. Durante su período de estudios en Inglaterra viajaba a España a escondidas de su padre utilizando el sobrenombre de Gregorio y era conocido en el mundo de las carreras como «El Púa». Juan Carlos Oñoro, quien sería cuñado de Carlos Sainz, fue su principal copiloto.A Carlos  le gustaron las notas que Lucas diseñó para los tramos de los rallyes  y Juan Carlos Oñoro  le facilitó los cuadernos de  notas del Campeonato de España, del cual tomó prestado expresiones como «ras» (como sinónimo de cortar), que probablemente ya utilizaba con Lucas Sainz.
En 1975 graba el sencillo Caminando con la discográfica Columbia como guitarrista en solitario. Aunque no tuvo gran éxito al año siguiente el programa de televisión Estudio Estadio lo utiliza como sintonía. Ese mismo año lanza su único disco en solitario: Lucas. Este LP fue grabado en Discos Columbia y producido por el mismo, el álbum está compuesto por doce temas instrumentales donde predominan las guitarras españolas, acústicas y eléctricas. Posteriormente lanza el sencillo El Matador / Rodilla Rota con el que cerraría su carrera como músico profesional.

## Discografía

### Los Pekenikes
- 1961: Madrid (EP)
- 1962: Twist y Rock con Los Pekenikes (EP)
- 1962: Madison & Locomotion (EP)
- 1963: Loop the Loop (EP)
- 1963: Nuevo Sonido con Los Pekenikes (EP)
- 1964: Los cuatro muleros (EP)
- 1964: El vito (EP)
- 1965: Linda chica (EP)
- 1965: El tururururú (EP)
- 1965: La gitana (EP)
- 1966: Los Pekenikes (Álbum de estudio)
- 1967: Los Pekenikes II (Álbum de estudio)
- 1969: Alarma (Álbum de estudio)

### En solitario
- 1975: Caminando (Sencillo)
- 1976: El Matador / Rodilla Rota (Sencillo)
- 1976: Lucas (LP)

## Resultados

### Campeonato de España de Rally
| Año  | Equipo                   | Automóvil                | 1       | 2       | 3     | 4   | 5     | 6     | 7     | 8       | 9     | 10  | 11    | 12      | 13    | 14    | 15    | 16    | 17    | 18    | 19    | 20  | 21  | Pos. | Puntos |
| ---- | ------------------------ | ------------------------ | ------- | ------- | ----- | --- | ----- | ----- | ----- | ------- | ----- | --- | ----- | ------- | ----- | ----- | ----- | ----- | ----- | ----- | ----- | --- | --- | ---- | ------ |
| 1969 |                          | Renault 8 Gordini        | CBR     | VCN 4   | OUR 5 | RBX | CDO 2 | RES 9 | FIR   | 2VI 3   | BAN 1 |     |       |         |       |       |       |       |       |       |       |     |     | 2.º  | 254    |
| 1969 | Alpine-Renault A110 1440 |                          |         |         |       |     |       |       |       |         | CDS 1 |     |       |         |       |       |       |       |       |       |       |     |     | 2.º  | 254    |
| 1970 |                          | Renault 8 Gordini        | CBR 9   | FLL 1   | VCN   | CLB | PIK   | 500 4 | OUR   | RBX     |       |     |       |         |       |       |       |       |       |       |       |     |     | 6.º  | 180    |
| 1970 | Alpine-Renault A110      |                          |         |         |       |     |       |       |       | CDO Ret | RES   | 2VI | BAN   | FIR Ret | CDS 3 |       |       |       |       |       |       |     |     | 6.º  | 180    |
| 1971 | FASA-Renault             | Renault 8 Gordini        | FLL 3   | CBR Ret | VCN 6 | CGU | CLB 5 | GIJ   | 500 4 | RIO     |       |     |       |         |       | SHE 3 |       |       |       |       |       |     |     | 1º   | 490    |
| 1971 | FASA-Renault             | Alpine-Renault A110 1440 |         |         |       |     |       |       |       |         | OUR 5 | CID | RBX 4 | BOS     | CDO 2 |       | RAC 7 | FIR 5 | BAN   | 2VI 3 | CDS 4 |     |     | 1º   | 490    |
| 1972 |                          | Renault 8 TS             | FLL     | CBR     | LAN   | VCN | GUI   | FIR   | CAV   | BEB     | CLB 3 | 500 | RIO   | RBX     | BOS   | OVI   | SHE   | AER   | RAC 6 | 2VI   | BAN   | VEA | CDS |      |        |
| 1973 | FASA Renault             | Alpine-Renault A110      | RCB Ret | RVN     | FAL   | CMG | FIR   | RBE   | 500   | CLB 3   | CDR   | CAN | RBX   | SHE     | ESP   | 2VI   | CAT   | CDS   |       |       |       |     |     |      |        |
| 1975 | FASA Renault             | Alpine-Renault A110 1600 | COS     | FAL     | CMG   | FIR | VCN   | CLB 2 | OUR 5 | CAN     | OVI   | SHE | FER   | ESP 2   | VIR   | CAT   | CDS   |       |       |       |       |     |     | 9.º  | 122    |